# إيطاليا في الألعاب الأولمبية الصيفية 1896
كان أحد المتنافسين من إيطاليا حاضراً في دورة الألعاب الأولمبية الصيفية لعام 1896 . تنافس في الرماية . لم يفز الفريق الأولمبي الإيطالي بأي ميداليات في هذه الألعاب.

## اطلاق الرصاص
| رياضي           | حدث                 | يضرب  | نتيجة | مرتبة |
| --------------- | ------------------- | ----- | ----- | ----- |
| جوزيبي ريفابيلا | 200 م بندقية عسكرية | مجهول | مجهول | 14-41 |